# Vysočina (região)
Vysočina é uma região da República Checa. Sua capital é a cidade de Jihlava.

## Distritos
- Havlíčkův Brod
- Jihlava
- Pelhřimov
- Třebíč
- Žďár nad Sázavou